# Гур-Эмир
Гур-Эми́р (узб. Goʻri Amir / Гўри Амир от перс. گورِ امیر‎‎ «Гробница эмира») — мавзолей Тамерлана (Амира Тимура), его наставника Мир Сайид Барака, и некоторых членов семьи Тимура — (Тимуридов) в Самарканде (Узбекистан). Также интерпретируется как «Гури Мир» — могила миров, имеется в виду Мир Саид Барака.
В 2014 году решением Межпарламентской Ассамблеи стран-участниц СНГ внесён в список достопримечательностей «Жемчужин Содружества».

## История
Воздвигнутый по инициативе и на средства Тимура в 1404 году, шедевр персидского зодчества (стиль азери) эпохи Тимуридов занимает важное место в истории мировой исламской архитектуры. Главным архитектором мавзолея был выходец из иранского города Исфаган — Махмуд Исфахани.
Усыпальница Тимуридов (официальное название с 2009 года) послужила прообразом для известных памятников архитектуры эпохи Великих Моголов: мавзолея Хумаюна в Дели и мавзолея Тадж-Махал в Агре, построенных потомками Тимура, которые в своё время были правящей династией Северной Индии.

### Строительство
В 1403 году после военного похода на Османскую империю умер престолонаследник Тимура Мухаммад Султан. Вернувшись в Самарканд осенью 1404 года Тимур приказал для своего внука построить мавзолей, ставший семейной усыпальницей Гур-Эмир. Мавзолей построен в юго-восточной части средневекового Самарканда, рядом с медресе и ханакой Мухаммад Султана.
Тимур умер во время похода в Китай. В январе 1405 года он прибыл в город Отрар (развалины его — недалеко от впадения Арыси в Сыр-Дарью), где заболел и умер (по словам историков — 18 февраля, по надгробному памятнику Тимура — 15-го). Тело забальзамировали, положили в гроб из чёрного дерева, обитый серебряной парчой, и вопреки воле Тимура, который завещал чтобы его похоронили в родном Кеше, по инициативе его внука Халил-султана отвезли в Самарканд. Тамерлан был похоронен в мавзолее Гур-Эмир, в ту пору ещё незавершённом. Официальные траурные мероприятия проведены 18 марта 1405 года внуком Тимура Халиль-Султаном (1405—1409), который захватил самаркандский престол вопреки воле деда, который завещал царство старшему внуку Пир-Мухаммеду.
В правление Улугбека мавзолей стал семейным склепом Тимуридов, сделан дверной проём, чтобы обеспечить вход в мавзолей.

#### Могилы
В этом архитектурном ансамбле находятся могилы самого Тимура, его сыновей Шахруха (умер в 1447 году в Герате) и Миран-шаха (убит 21 апреля 1408 года в окрестностях Тебриза), внуков — Улугбека (1394—1449) и Мухаммад Султана, а также тимуридов Абдулло Мирзо, Абдурахмон Мирзо, учителя и наставника Тимура Мир Саид Барака. По воле младшего сына Тимура Шахруха, останки Мир Саид Барака захоронены в мавзолее Гур Эмир. Тимур был мусульманином и поклонником суфийских орденов. Главным духовным наставником Тимура был потомок пророка Мухаммеда, шейх Мир Саид Барака. Именно он вручил Тимуру символы власти: барабан и знамя, когда он пришёл к власти в 1370 году. Мир Сейид Береке предсказал эмиру великое будущее. Он сопровождал Тимура в его больших походах. В 1391 году он благословил его перед битвой с Тохтамышем. В 1403 году они вместе оплакивали неожиданно скончавшегося престолонаследника — Мухаммад-Султана. По данным арабского историка Ибн Арабшаха Тимур постоянно говорил: «Все что я достиг в государстве и завоеванные мною сильнейшие страны — все это достигнуто из-за молитвы и благословения шейха Шамсуддина ал-Хаворийа и вся нашедшая удача только от Саида Бараки». Поэтому у его ног был похоронен и сам Тимур.

Улугбек для надгробия Тимура привёз в Самарканд два куска нефрита в качестве трофея из своего похода 828 года хиджры (1425 год) через Среднюю Азию до Юлдуза. Согласно Н. И. Веселовскому, ещё Тимур велел перенести в Самарканд три куска нефрита, но смог привести только один. Два других увезены Улугбеком. Надгробие является, по сути, кенотафом, так как останки Тимура захоронены в подземном склепе, расположенном под надгробиями. 
Справа:Надгробие внука Тимура - Мухаммад Султана
В 1447 году останки Шахруха умершего в Герате, были привезены в Самарканд его дочерью Паянде-султан бегим.
На возвышении усыпальницы за мраморной оградой находится неизвестное надгробие потомка пророка Мухаммада — саида Сайида Умара. По версии Т. Саидкулова, это мог быть шейх ад-дин Куляль. В мавзолее также похоронен сын Абу Саида — тимурида и внука узбекского хана Абулхайрхана от дочери Хан-хаде бегим — Мухаммад Султан.

#### Склеп
Как сообщал в 1868 году В. В. Радлов, «Около самого входа в мавзолей в полу имеется люк, от которого идет лестница, ведущая в обширный склеп под мавзолеем. Он построен из грубых кирпичей, прекрасно сохранившихся, но без всяких украшений и неоштукатуренных. В этом склепе как раз под надгробиями мавзолея лежат также семь надгробий, плоских мраморных плит».

### Последующие столетия
Осенью 1404 года мавзолей Гур-Эмир посетил испанский посол Руй Гонзалес де Клавихо, который дал краткое описание здания.
В ходе Центрально-азиатского похода Надир-шаха (первого шаха Иранской империи из династии Афшаров) 1737—1740 годов его войска атаковали и захватили Самарканд (См. Взятие Самарканда Надир-шахом).
В 1841 году российский посланник Н. В. Ханыков писал следующее о Гур-Эмире:
Гроб Амира-Тимура. Он поставлен в высоком 8-ми угольном здании покрытом возвышенным куполом; внутренность этого строения состоит из двух комнат: 1-я, есть как бы придел самой мечети заключающий надгробный памятник Тимурлянга, пол её устлан белыми мраморными плитами стены же испещрены надписями из Корана и кое где весьма хорошо сохранившейся позолотой, в средине 2-й комнаты на мраморном пьедестале, окружённом решёткой высеченной из того же камня стоит надгробной камень Тимура имеющий форму усечённой 4-х угольной пирамиды фута в три вышиною и футов от 5 до 6 длиною, поставленной на верхнее своё сечение, цвет его темно-зелёный переходящий в чёрный и он весьма хорошо выполирован. Надяр-Шах при взятии Самарканда велел его привезти к себе и при этом случае его раскололи надвое, вокруг сего памятника расположены плиты белого мрамора, составляющие надгробные доски семейства Амира-Тимура. Под описанной нами комнатой находится склеп, в которой спускаются почти на четвереньках, они содержит самые гробы выше названных лиц и места где они похоронены, означены мраморными плитами с надписями.
Венгерский учёный-востоковед Арминий Вамбери, посетивший Самарканд в 1863 году, писал следующее о Гур-Эмире:
Турбати Тимур (могила Тимура) находится к юго-востоку от города. Здесь стоит красивый мавзолей с великолепным куполом, окружённый стеной. По обеим сторонам довольно высоких ворот — два маленьких, похожих на большой, купола. Пространство между стеной и мавзолеем засажено деревьями, должно быть, это был сад, но теперь всё это в страшном запустении. Вход в мавзолей — с востока, фронтон его, согласно предписанию, обращён к Мекке (кибла).
В 1868 году российские войска под руководством генерала Н. Н. Головачева захватили Самарканд[уточнить]. Вскоре после падения Самарканда взята сильная крепость Катта-Курган, а 2 июня 1868 года эмир потерпел окончательное поражение на Зерабулакских высотах и запросил мира. По мирному договору 23 июня 1868 года, Бухарское ханство уступило России Самаркандское, Катта-Курганское, Пенджекентское и Ургутское бекства.
Согласно А. А. Керсновскому, когда батальон А. Е. Баранова вошёл в Самарканд, эмир запросил аман, Бухара признала над собой протекторат России, уступила Самарканд и все земли до Зарабулака.

Летом 1868 года в Самарканде побывал тюрколог В. В. Радлов, который дал следующее описание Гур-эмира как:
«сохранившийся лучше других — усыпальница Тимур-Ленга, завоевателя мира, Тюрбети-Тимур. Она построена из кирпича, покрытого снаружи глазурью, так что наружные стены украшены художественными мозаичными арабесками. Мавзолей восьмигранный, с покрытым синей глазурью куполом в форме дыни. По сторонам купола возвышаются две мощные высокие колонны, сложенные из кирпича. Раньше в них вела наверх винтовая лестница, теперь по ней можно взобраться лишь с опасностью для жизни. Колонны также покрыты мозаичным узором из глазурованного кирпича».
В 1871 году военный инженер З. Э. Жижемский подвёл к мавзолею дорогу, которая связывала этот памятник с крепостью и начавшим в это время застраиваться новым городом.
К началу XX века сохранились только фундаменты медресе и ханаки, портал главного входа и часть одного из четырёх минаретов.

## Архитектура

### Экстерьер
Гур-Эмир представляет собой однокупольное здание со склепом. Он выделяется простотой конструкции и торжественной монументальностью архитектуры.
Доминирует огромный ребристый купол (диаметр купола 15 метров, высота 12,5 метров), немного нависающий над цилиндрическим барабаном. Нижняя часть здания представляет восьмигранник, который почти скрыт множеством позднейших пристроек. К северу обращён небольшой портал. На долю купола и барабана приходится более половины общей высоты здания.

В Гур-Эмире к тимуровскому времени относится только главное здание мавзолея. В изразцовой декорации здания мавзолея решительно господствует крупная мозаика из квадратных и продолговатых поливных кирпичей — тёмно-синих, голубых и белых. Но только рёбра купола и сталактитового перехода к нему от барабана были сплошь покрыты поливными кирпичами. На барабане же орнаментальные мотивы и надписи выполнены по фону из жёлтых терракотовых облицовочных кирпичей.
- Фрагменты экстерьера
- Фрагмент пештака
- Сотовый свод

### Вывезенные предметы мавзолея
Генерал-лейтенант Баранов, который увлекался историей, решил взять с собой небольшой кусок ограды, обнаруженный в 2015 году в Екатеринбурге. За эту находку на Урало-Сибирской выставке он даже получил большую серебряную медаль с формулировкой «за редкий в историческом отношении памятник». Над входной боковой дверью до 1905 года находилась прекрасно выполненная белыми буквами по синему фону изразцовая мозаичная надпись: «Это могила султана мира эмира Тимура Гурагана…». Её копия ныне выставлена над резной дверью. В 1905 году плита с надписью выломана грабителями, а в 1906 году приобретена за 10 000 франков в Константинополе для Музея Фридриха в Берлине. Благодаря участию российских дипломатов и сумме в 6 000 марок артефакт удалось доставить в Санкт-Петербург и ныне хранится в Эрмитаже. Были вывезены из Самарканда в Петербург и резные арчового дерева двери (рубеж XIV—XV веков) с инкрустацией из кости и перламутра (с растительным орнаментом, дополненным изображением вазы, букетом цветов, звёздами, полукрестами в квадратной рамке и арабской надписью сверху).

### Интерьер
Внутри здания стены внизу украшены мраморной панелью с вставками из зелёного серпентина и фризами резных надписей, а выше расписаны синей краской и золотом. Рельефные розетки на плафоне купола имитируют звёздное небо. Декоративное убранство дополняют ажурные решётки на окнах и мраморная ограда вокруг надгробий, но они являются лишь декорацией, настоящие находятся в подвале.
В первые годы после смерти эмира Тимура помещение мавзолея было богато убрано предметами вооружения и утвари.
Склеп, находящийся в подвале мавзолея, в отличие от верхнего помещения имеет низкий потолок без декора. Здесь находятся настоящие могилы духовного наставника Тимура, его детей, внуков, которые расположены так же, как и декоративные надгробия на верхнем этаже.

В глубине ниши входного портала среди мозаичного узора запечатлено имя одного из создателей памятника — зодчего Мухаммада ибн Махмуда Исфагани.
- Сотовый свод мавзолея
- Внутреннее убранство мавзолея
- Сотовый свод
- Центральный купол мавзолея изнутри

#### Надписи на стенах и дверях
В орнаментации преобладают надписи, порой сильно геометризированные. На барабане огромными буквами уложено кругом несколько раз «вечность богу» и меньшими буквами в верхней строчке — «хвала богу». А на боковых и задних гранях основного восьмиугольного здания чередуются то наклонённые в разные стороны, то опрокинутые три слова: «раб божий Мухаммед».
На дверях мавзолея, представленных в экспозиции Эрмитажа, имеется надпись: «Поистине (этот) мир и богатство (даны) в долг царю». Другая дверь мавзолея содержит надпись: «Власть принадлежит Богу. Да будет успешным завершение!».
- Сказал Аллах благословенный и всевышний: Кто войдёт сюда, тот найдёт спасение!
- Вот рай, который обещан нам — войдите в него, оставаясь в нём навеки!
- Сказал Пророк, да будет над ним мир: счастлив тот, кто откажется от мира раньше, чем мир откажется от него; приготовит себе могилу раньше, чем войдёт в неё; угодит своему Господу раньше, чем свидится с Ним[27][неавторитетный источник].

#### Тронный камень Кукташ
До 1868 года в восстановленном позже тронном зале Тимура находился тронный камень Кукташ (голубой камень в переводе с тюркского). На протяжении XV—XIX веков на тронном камне Тимуридов — Кукташе, находившемся во дворце, происходили церемонии восхождения на престол среднеазиатских правителей из различных династий начиная с тимуридов и до мангытов. Хотя столицей Бухарского эмирата была Бухара, узбекские эмиры Бухары Хайдар, Насрулла и Музаффар проводили обряд коронации именно в Самарканде, на Кукташе. Последний раз обряд коронации происходил в 1861 году, когда проводилась церемония восхождения на престол эмира Музаффара.
В 1920-е годы бывший дворец бухарских эмиров был окончательно разрушен советскими властями, а тронный камень — Кукташ несколько раз переносился, пока в 1960-е годы не оказался во дворике мавзолея Гур-Эмир, где и находится в настоящее время.

## Вскрытие могил в 1941 году
В июне 1941 года было принято решение правительства СССР о вскрытии могилы Тимура и его родственников. Официальным поводом послужил юбилей узбекского поэта Алишера Навои. В состав экспедиции вошли заместитель председателя Совета Народных Комиссаров УзССР, а также историк и знаток древних языков профессор Т. Н. Кара-Ниязов, писатель С. Айни, ученый-востоковед А. А. Семенов, скульптор-антрополог М. М. Герасимов и археолог М. Е. Массон. В качестве членов экспедиции присутствовали археологи В. А. Шишкин и Яхья Гулямов, литературовед Хади Зарипов, писатель М. И. Шевердин, антрополог Л. В. Ошанин. Снимать процесс вскрытия могил доверили молодому кинооператору М. Каюмову.
По другой версии, в 1941 году в связи с постройкой у мавзолея Гур-Эмир гостиницы «Интурист» (постройка осуществлена в 1970 году рядом с усыпальницей Амира Темура) вода затопила склеп, отчего началось разрушение останков Тимура. В попытках предотвратить гибель захоронения к раскопкам приступила группа учёных под руководством антрополога Михаила Михайловича Герасимова. Созданная особая Правительственная экспедиция УзССР Т. Н. Кары-Ниязовым преследовала задачу в ходе экспедиции установить подлинность погребений, выяснить похоронный ритуал и другие обстоятельства, связанные с погребением Тимура и его потомков, тщательное антропологическое изучение останков и проверка легендарных историй, сохранившихся в устных преданиях и древних летописях, а также создание скульптурных портретов погребённых. Раскопки породили легенду о «Духе Тамерлана» (См. ниже).

### Реставрационные работы
Первые реставрационные работы проводили Тимуриды Мавераннахра, начиная с XVII века бабуриды Индии в память своего предка Тимура ежегодно отправляли солидные суммы на ремонт здания мавзолея, например, в 1621 году в Самарканд прибыл посланник бабурида Джахангира (1605—1627), который привёз 30 тысяч рупий, из которых 5 тысяч предназначались для гробницы Амир Тимура.
В 1924-1926 г.г. переложен свод над склепом и заново переделаны каменные полы. В 1950-х годах отреставрированы наружные купола и глазурь.
В 1967 году в связи с подготовкой к празднованию 2500-летнего юбилея Самарканда по инициативе Ш. Рашидова начаты масштабные работы по восстановлению комплекса.
После объявления независимости республики в 1991 году, по инициативе первого президента Узбекистана И. А. Каримова, в 1996 году к 660-летию со дня рождения Амир Тимура по фотографиям и обмерным чертежам, сделанным в XIX веке, восстановлено два минарета.
- Цветная фотография С. М. Прокудина-Горского, 1910 год
- Фотография 1913 года
- Мавзолей до реставрации, 2009 год
- Табличка на входе в мемориальный комплекс
- Банкнота в 10 сум, Узбекистан, 1994 год
- Марка с изображением мавзолея Гур-Эмир

## Мавзолей Рухабад и мавзолей Аксарай
Недалеко от памятника Гур-Эмир расположены два маленьких сооружения: мавзолей Рухабад и мавзолей Аксарай. Все три мавзолея часто рассматривают как один ансамбль из-за их близкого расположения. Кроме этого был ещё недалеко мавзолей Кутби-Чаардахум шейха Нуруддина Басира, построенный Тимуром в 1371 году. По словам В. Л. Вяткина, мавзолей Нуруддина Басира в самаркандской цитадели назывался ханакой и был уничтожен при русском владычестве.
По словам В. Вяткина мавзолей над мазаром Кутби Чаардахума «был уничтожен русскими при устройстве теперешней крепости».
Перенесение в Гур-Эмир тела Улугбека, убитого в октябре 1449 года, произошло в правление Абдулы (1450—1451). После этого не известно случаев погребения внутри Гур-Эмира, хотя династия Тимуридов правила Самаркандом ещё полвека.

## Легенды

### Легенда о Надир-шахе
По легенде в 1740 году персидский военачальник Надир-шах вывез надгробье Тамерлана, сделанное из цельной глыбы нефрита.

### Дух Тамерлана
«Дух Тамерлана» — археологическая легенда о том, что Великая Отечественная война началась из-за вскрытия гробницы Тамерлана, выпустившей дух войны. Миф основан на том, что раскопки гробницы Тамерлана начались 16 июня 1941 года в связи с постройкой у мавзолея Гур-Эмир гостиницы «Интурист». Строители гостиницы перекрыли один из арыков и вода затопила склеп. Началось разрушение останков Тимура — их покрыли кристаллики гипса. В попытках предотвратить гибель захоронения древнего властителя к раскопкам приступила группа учёных под руководством Михаила Михайловича Герасимова. При вскрытии герметизированного гроба 19 июня 1941 года испарения ароматических веществ заполнили помещение гробницы, что легло в основу легенды о «духе Тамерлана».
Автором мифа о начале войны по причине вскрытия гробницы является присутствовавший при этом оператор советского кино Малик Каюмович Каюмов. Кроме него в экспедиции принимали участие археологи Ташмухамед Ниязович Кары-Ниязов и А. А. Семёнов, антрополог М. М. Герасимов, писатель и филолог Садриддин Айни и его сын Камал.
1 января 2004 года на телевидении был показан документальный фильм режиссёра Александра Фетисова «Проклятие Тамерлана».
30 ноября 2012 года в сетевом издании Правда.Ру была опубликована статья Антона Евсеева «Проклятия гробницы Тамерлана не существует».